# Doraemon: Nobita to yōsei no kuni
 (mars 2017).
Si vous disposez d'ouvrages ou d'articles de référence ou si vous connaissez des sites web de qualité traitant du thème abordé ici, merci de compléter l'article en donnant les références utiles à sa vérifiabilité et en les liant à la section « Notes et références ».
Doraemon: Nobita to yōsei no kuni (ドラえもん のび太と妖精の国, littéralement Doraemon : Nobita et le Pays des fées) est un jeu vidéo de plates-formes-aventure en 2D, avec des éléments de jeu de rôle, dérivé du manga Doraemon. Il a été co-développé par Sakata SAS et Pophouse, et édité par Epoch le 19 février 1993 sur Super Famicom uniquement au Japon.

## Synopsis
Nobita rencontre une fée, et apprend que les fées et les humains ne peuvent plus cohabiter. Nobita, Doraemon et ses compagnons voyagent au Pays des Rêves (Dream Land) pour changer cela.

## Système de jeu
L'exploration de la ville se fait en vue aérienne avec des éléments de jeu de rôle. Certains emplacements donne accès à des niveaux d'action plates-formes en 2D. 5 personnages sont jouables : Doraemon, Nobita, Gian, Shizuka et Suneo.